# Brassoppia brassi
Brassoppia brassi är en kvalsterart som först beskrevs av Balogh 1982.  Brassoppia brassi ingår i släktet Brassoppia och familjen Oppiidae. Inga underarter finns listade.